# 九龍巴士13X線
九龍巴士13X線是香港九龍的一條巴士路線，來往寶達及尖沙咀東。

## 歷史
- 1988年5月16日：投入服務，當時是來往中秀茂坪及尖沙咀碼頭，祇於平日繁忙時間行走。
- 1995年11月2日：13X的中秀茂坪總站由秀明道近第33座遷往1A線的中秀茂坪總站。
- 2002年4月20日：延長至寶達。
- 2002年7月20日：增設空調服務。
- 2002年11月10日：提升至全日服務，總站遷往尖沙咀東（康宏廣場），平日非繁忙時間及假日全日並繞經麗晶花園及啟業邨（繁忙時間由麗晶花園及啟業邨往來尖沙咀的服務由九龍巴士224X線提供）。
- 2005年5月27日：往寶達方向繞經啟成街及啟華街（宏天廣場）（平日繁忙時間除外）。
- 2007年2月9日：全線以空調服務。
- 2013年6月10日：調整班次，並增設兩班由曉麗苑單向往尖沙咀東特別班次。
- 2013年12月30日：逢星期一至五（公眾假期除外）上午增開一班由彩福單向往尖沙咀東特別班次。
- 2015年6月27日：增設到站時間預報。[1]
- 2024年8月12日：往尖沙咀東方向取消下午繁忙時間不停「紅磡曲街」站之安排。[2]

## 服務時間及班次
常規班次
| 寶達開           | 寶達開      | 寶達開       | 尖沙咀東開       | 尖沙咀東開  | 尖沙咀東開   |
| 日期             | 服務時間    | 班次（分鐘） | 日期             | 服務時間    | 班次（分鐘） |
| ---------------- | ----------- | ------------ | ---------------- | ----------- | ------------ |
| 星期一至五       | 05:45-06:45 | 15           | 星期一至五       | 06:40-08:20 | 20           |
| 星期一至五       | 06:45-08:15 | 10           | 星期一至五       | 08:20-10:00 | 25           |
| 星期一至五       | 08:15-08:59 | 11           | 星期一至五       | 10:00-11:00 | 20           |
| 星期一至五       | 08:59-10:07 | 17           | 星期一至五       | 11:00-16:15 | 15           |
| 星期一至五       | 10:07-10:25 | 18           | 星期一至五       | 16:15-16:28 | 13           |
| 星期一至五       | 10:25-16:40 | 15           | 星期一至五       | 16:28-17:04 | 12           |
| 星期一至五       | 16:40-18:10 | 15/20        | 星期一至五       | 17:04-18:10 | 11           |
| 星期一至五       | 18:10-18:40 | 15           | 星期一至五       | 18:10-18:40 | 10           |
| 星期一至五       | 18:40-22:40 | 20           | 星期一至五       | 18:40-19:16 | 12           |
| 星期一至五       | 22:40-23:30 | 25           | 星期一至五       | 19:16-20:00 | 11           |
|                  |             |              | 星期一至五       | 20:00-21:15 | 15           |
| 21:15-21:45      | 10          |              | 星期一至五       |             |              |
| 21:45-22:45      | 12          |              | 星期一至五       |             |              |
| 22:45-00:00      | 15          |              | 星期一至五       |             |              |
| 星期六           | 05:45-07:30 | 15           | 星期六           | 06:40-12:00 | 20           |
| 星期六           | 07:30-13:30 | 12           | 星期六           | 12:00-21:00 | 15           |
| 星期六           | 13:30-15:30 | 15           | 星期六           | 21:00-23:00 | 10-12        |
| 星期六           | 15:30-23:30 | 20           | 星期六           | 23:00-00:00 | 15           |
| 星期日及公眾假期 | 05:45-07:45 | 20           | 星期日及公眾假期 | 06:40-12:00 | 20           |
| 星期日及公眾假期 | 07:45-17:30 | 15           | 星期日及公眾假期 | 12:00-21:00 | 15           |
| 星期日及公眾假期 | 17:30-23:30 | 20           | 星期日及公眾假期 | 21:00-22:00 | 12           |
|                  |             |              | 星期日及公眾假期 | 22:00-23:00 | 15           |
| 23:00-00:00      | 20          |              | 星期日及公眾假期 |             |              |

- 以下時段所有班次不經啟業邨、麗晶花園及宏天廣場（乘客可改乘224X線來往）：

| 寶達開     | 寶達開      | 寶達開      |
| ---------- | ----------- | ----------- |
| 星期一至五 | 06:45-09:50 | 16:10-20:00 |
| 星期六     | 06:45-09:42 | 16:10-19:50 |

| 尖沙咀東開 | 尖沙咀東開  | 尖沙咀東開  |
| ---------- | ----------- | ----------- |
| 星期一至五 | 07:20-10:20 | 16:40-20:30 |
| 星期六     | 07:20-10:20 | 16:30-20:30 |

特別班次（彩福→尖沙咀東）
- 星期一至五：07:55

所有特別班次逢星期六、日及公眾假期不設服務

## 收費
全程：$8.3
- 啟成街往寶達邨：$6.4

| - 本線設有12歲以下小童及65歲或以上長者半價優惠。 - 65歲或以上香港居民使用「樂悠咭」，以及12歲以下合資格殘疾兒童使用「殘疾人士身份」個人八達通繳付車資，均可享有每程$2.0或半價（以較低者為準）的票價優惠；12至64歲合資格殘疾人士使用「殘疾人士身份」個人八達通（包括「樂悠咭」），以及60至64歲香港居民使用「樂悠咭」繳付車資，均可享有每程$2.0或全費（以較低者為準）的票價優惠。 - 65歲或以上長者如使用長者或一般個人八達通繳付車資，則只可享有半價優惠；12至64歲合資格殘疾人士如不使用「殘疾人士身份」個人八達通，以及60至64歲人士如不使用「樂悠咭」繳付車資，必須繳付全費。 - 乘客可以現金或八達通於上車時付款，不設找續。 - 每位成人乘客可免費攜帶最多兩名4歲以下而不佔座位的兒童乘客乘車，超額之4歲以下小童必須繳付小童車費乘車。 - 持有「九巴月票」之乘客在車票有效期內，每日可享最多10程任何九龍巴士及龍運巴士路線（包括本路線，以及聯營路線的九龍巴士／龍運巴士提供的班次；惟乘搭機場「A」及「NA」線則可享原價二七折優惠（不會計算每天10次合資格車程））；而B1線則每日可享最多各2程（不會計算每天10次合資格車程）。 - 九龍巴士、城巴、龍運巴士及陽光巴士全職員工及家屬（不包括外判職員）可免費乘搭本路線，惟必須拍職員或職員家屬八達通。 - 乘客亦可透過多元化電子支付系統（e度嘟）繳付車資，包括使用非接觸式VISA卡、JCB卡、萬事達卡、銀聯卡、美國運通、大來國際、Discover Card、Apple Pay、Google Pay、Samsung Pay、AlipayHK「易乘碼」、支付寶、WeChatHK／微信支付「搭車碼」、銀聯雲閃付「乘車碼」及BOC Pay「乘車碼」。乘客使用此付款方式，使用此支付方式的乘客可享有中途下車之分段收費，以及與其他九巴／龍運獨營路線或聯營線九巴／龍運班次之轉乘優惠，惟不適用於與非九巴／龍運路線之轉乘優惠，亦不能享有「公共交通費用補貼計劃」及「長者及合資格殘疾人士公共交通票價優惠計劃」。 |

## 使用車輛
現時13X及213X線合共獲派15輛富豪B9TL 12米（AVBWU）、9輛Enviro500 MMC 12米（ATENU）
| 車隊編號  | 車牌   |
| --------- | ------ |
| AVBWU489  | UR7523 |
| AVBWU494  | US9350 |
| AVBWU607  | UY4392 |
| AVBWU640  | UZ5917 |
| AVBWU653  | VA3984 |
| AVBWU674  | VC2699 |
| AVBWU677  | VC3532 |
| AVBWU694  | VC6580 |
| AVBWU744  | VE8605 |
| AVBWU745  | VE9182 |
| AVBWU746  | VE9248 |
| AVBWU753  | VF2090 |
| AVBWU760  | VF6174 |
| AVBWU780  | VH7125 |
| AVBWU784  | VJ2430 |
| ATENU17   | SB5243 |
| ATENU19   | SB5480 |
| ATENU91   | SF3209 |
| ATENU252  | SN8760 |
| ATENU257  | SN9589 |
| ATENU329  | SW7775 |
| ATENU463  | TF9832 |
| ATENU866  | TW5558 |
| ATENU1455 | VM4175 |

## 行車路線

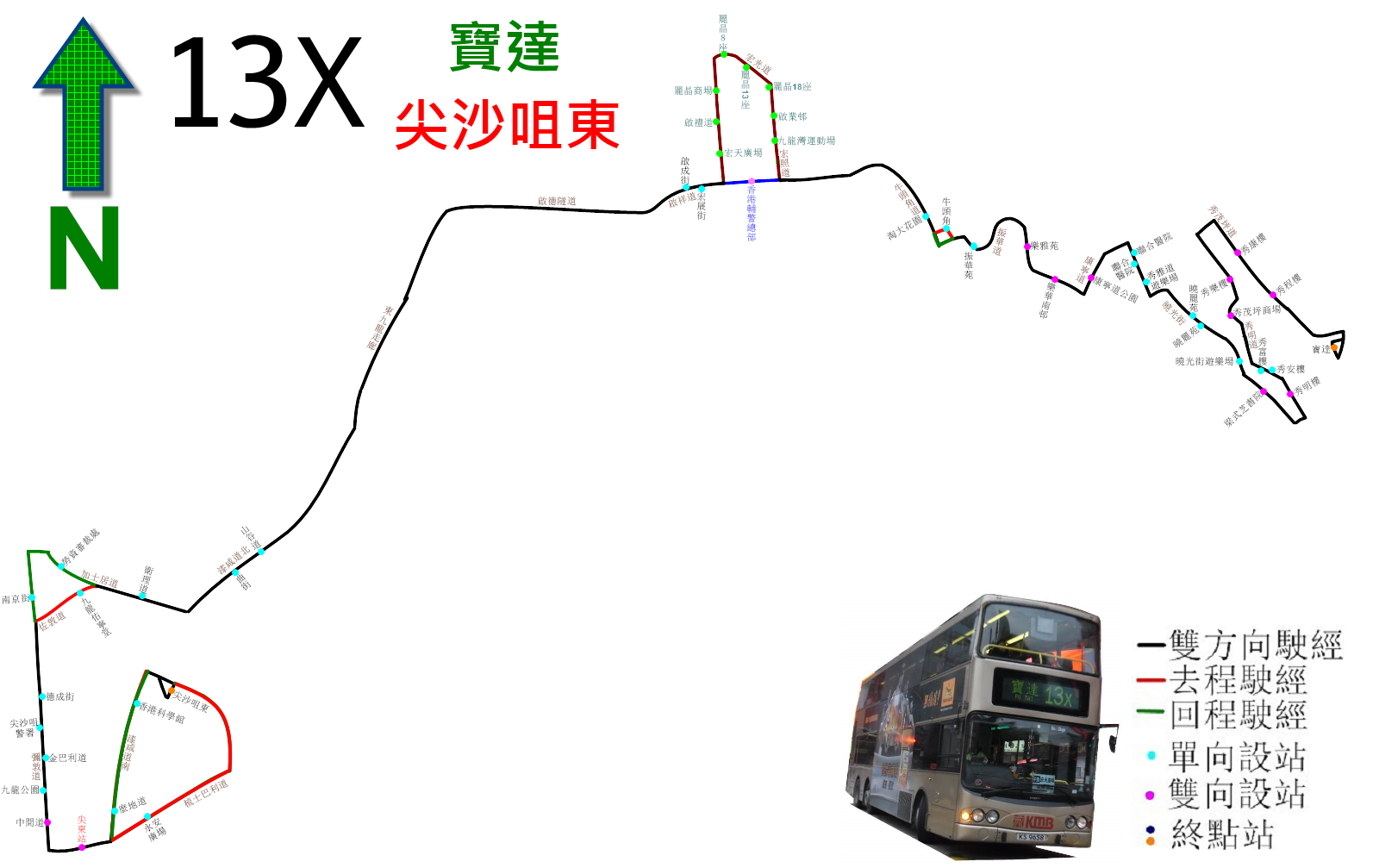
本線的走線圖，當中藍線只在繁忙時間駛經，而啡線（即啟業及麗晶花園的一段走線）繁忙時間不駛經，上述路段由224X取代

寶達開經：寶達邨通道、寶琳路、秀茂坪道、秀明道、曉光街、協和街、康寧道、振華道、牛頭角巴士總站、佐敦谷北道、牛頭角道、天橋、啟祥道、宏照道、宏光道、啟祥道、啟德隧道、東九龍走廊、漆咸道北、漆咸道南、加士居道、佐敦道、彌敦道、梳士巴利道、康莊道及康達徑。 
- 平日0640-0950及1600-2000班次不經宏照道及宏光道。
- 由彩福開出的特別班次經彩榮路、彩霞道、佐敦谷北道、牛頭角道、振華道、牛頭角巴士總站、佐敦谷北道、牛頭角道、天橋、啟祥道，然後返回啟德隧道13X常規班次原線。

尖沙咀東開經：科學館道、暢運道、漆咸道南、梳士巴利道、彌敦道、加士居道、漆咸道南、漆咸道北、東九龍走廊、啟德隧道、啟祥道、啟成街、啟華街，宏照道、宏光道、啟祥道、天橋、牛頭角道、振華道、康寧道、協和街、曉光街、秀明道、中秀茂坪巴士總站、秀茂坪道、寶琳路及寶達邨通道。
- 平日0701-1020及1630-2030班次不經啟成街，啟華街，宏照道及宏光道。

### 沿線車站
常規/特別班次
| 寶達(常規班次)/彩福 (特別班次)開 | 寶達(常規班次)/彩福 (特別班次)開 | 寶達(常規班次)/彩福 (特別班次)開 | 尖沙咀東開 | 尖沙咀東開                   | 尖沙咀東開           |
| 序號                             | 車站名稱                         | 位置                             | 序號       | 車站名稱                     | 位置                 |
| -------------------------------- | -------------------------------- | -------------------------------- | ---------- | ---------------------------- | -------------------- |
| 1%                               | 寶達巴士總站                     | 寶達邨公共運輸交匯處             | 1          | 尖沙咀東巴士總站             | 尖沙咀東巴士總站     |
| 2%                               | 秀茂坪邨秀程樓                   | 秀茂坪道                         | 2          | 香港科學館                   | 漆咸道南             |
| 3%                               | 秀茂坪邨秀康樓                   | 秀茂坪道                         | 3          | 麼地道                       | 漆咸道南             |
| 4%                               | 秀茂坪邨秀樂樓                   | 秀明道                           | 4          | 尖東站                       | 梳士巴利道           |
| 5%                               | 秀茂坪商場                       | 秀明道                           | 5          | 尖沙咀轉車站－中間道（N2）   | 彌敦道               |
| 6%                               | 秀茂坪邨秀安樓                   | 秀明道                           | 6          | 九龍清真寺（N7）             | 彌敦道               |
| 7%                               | 秀茂坪邨秀明樓                   | 秀明道                           | 7          | 尖沙咀警署（N14）            | 彌敦道               |
| 8%                               | 梁式芝書院                       | 曉光街                           | 8          | 南京街（N24）                | 彌敦道               |
| 9%                               | 曉麗苑                           | 曉光街                           | 9          | 勞資審裁處                   | 加士居道             |
| 10%                              | 聯合醫院                         | 協和街                           | 10         | 衛理道                       | 加士居道             |
| 11%                              | 康寧道公園                       | 康寧道                           | 11         | 山谷道                       | 漆咸道北             |
| 12%                              | 樂華南邨                         | 振華道                           | 12         | 啟德隧道轉車站－啟成街（N1） | 啟祥道               |
| 13%                              | 樂雅苑                           | 振華道                           | 13*        | 宏天廣場                     | 啟華街               |
| @                                | 彩福巴士總站                     | 彩福巴士總站                     | 14*        | 啟禮道                       | 宏光道               |
| @                                | 彩德邨彩賢樓                     | 彩榮路                           | 15*        | 麗晶商場                     | 宏光道               |
| @                                | 彩盈邨盈安樓                     | 彩霞道                           | 16*        | 麗晶花園8座                  | 宏光道               |
| @                                | 彩盈邨盈順樓                     | 彩霞道                           | 17*        | 啟業邨                       | 宏照道               |
| @                                | 彩頤居                           | 彩霞道                           | 18*        | 九龍灣運動場                 | 宏照道               |
| 14                               | 牛頭角                           | 牛頭角巴士總站                   | #          | 香港輔助警察隊總部           | 啟祥道               |
| 15                               | 淘大花園                         | 牛頭角道                         | 19         | 振華苑                       | 振華道               |
| 16*%                             | 九龍灣運動場                     | 宏照道                           | 20         | 樂雅苑                       | 振華道               |
| 17*%                             | 麗晶花園18座                     | 宏照道                           | 21         | 樂華南邨                     | 振華道               |
| 18*%                             | 麗晶花園13座                     | 宏照道                           | 22         | 康寧道公園                   | 康寧道               |
| 19*%                             | 麗晶商場                         | 宏光道                           | 23         | 聯合醫院                     | 協和街               |
| #@                               | 香港輔助警察隊總部               | 啟祥道                           | 24         | 秀雅道遊樂場                 | 協和街               |
| 20                               | 啟德隧道轉車站－宏展街（M1）     | 啟祥道                           | 25         | 曉麗苑                       | 曉光街               |
| 21^%                             | 曲街                             | 漆咸道北                         | 26         | 曉光街遊樂場                 | 曉光街               |
| 22                               | 九龍佑寧堂                       | 佐敦道                           | 27         | 梁式芝書院                   | 曉光街               |
| 23                               | 德成街（S47）                    | 彌敦道                           | 28         | 秀茂坪邨秀明樓               | 秀明道               |
| 24                               | 金巴利道（S50）                  | 彌敦道                           | 29         | 秀茂坪邨秀富樓               | 秀明道               |
| 25                               | 尖沙咀轉車站－中間道（S54）      | 彌敦道                           | 30         | 秀茂坪商場                   | 秀明道               |
| 26                               | 尖東站                           | 梳士巴利道                       | 31         | 秀茂坪邨秀樂樓               | 秀明道               |
| 27                               | 永安廣場                         | 梳士巴利道                       | 32         | 秀茂坪邨秀康樓               | 秀茂坪道             |
| 28                               | 尖沙咀東巴士總站                 | 尖沙咀東巴士總站                 | 33         | 秀茂坪邨秀程樓               | 秀茂坪道             |
|                                  |                                  |                                  | 34         | 寶達巴士總站                 | 寶達邨公共運輸交匯處 |

備註：
1. 星期一至六繁忙時間不停有*號之車站
2. 只限星期一至六繁忙時間停靠有#號之巴士站
3. 星期一至五早上繁忙時間每隔一班車不停有^號之巴士站
4. 有@號之分站祇限特別班次使用，且不停有%號之車站

## 客量
九巴13X線是秀茂坪、樂華邨及九龍灣來往佐敦及尖沙咀的主要路線，服務範圍廣闊，客量不俗，但走線迂迴，尤其在非繁忙時間需要繞經九龍灣宏照道和宏光道，但服務該區的224X並無全日班次。在更直接的213X開辦後，客量有所下跌。

## 外部連結
- 九巴13X線官方網站路線資料 （页面存档备份，存于）
- 681巴士總站 （页面存档备份，存于）
- 九巴13X線詳細時間表 （页面存档备份，存于）